# Muir (Familienname)
Muir ist ein alter schottischer Familienname.

## Herkunft und Bedeutung
Muir ist ein Wohnstättenname. Er bezeichnete ursprünglich Personen, die in der Nähe eines Moores oder einer Heide lebten.

## Namensträger
- Alan Muir Wood (1921–2009), britischer Bauingenieur für Grundbau und Bodenmechanik
- Brian Muir (1931–1983), australischer Autorennfahrer
- Bryan Muir (* 1973), kanadischer Eishockeyspieler
- Carline Muir (* 1987), kanadische Leichtathletin
- Charles Henry Muir (1860–1933), US-amerikanischer Generalmajor
- Debbie Muir (* 1953), kanadische Trainerin im Synchronschwimmen
- Derek Muir (* 1949), kanadischer Umweltchemiker
- Dick Muir (* 1965), schottischer Rugby-Union-Spieler
- Edward Wallace Muir (* 1946), US-amerikanischer Historiker
- Edwin Muir (1887–1959), schottischer Schriftsteller
- Gavin Muir (1900–1972), US-amerikanischer Schauspieler
- George Harvey Muir (1869–1939), englischer Fußballspieler, -schiedsrichter und -funktionär sowie Cricketspieler und -funktionär
- Helen Margaret Muir-Wood (1895–1968), britische Paläontologin
- James Muir (Physiker) (1875–1945), britischer Physiker
- James Muir (Pianist), australischer Pianist
- James David Muir (1942–2025), britischer Künstler und Perkussionist, siehe Jamie Muir
- James Irvin Muir (1888–1964), US-amerikanischer Generalmajor
- James Richard Muir (1958–2012), kanadischer Badmintonspieler
- Jean Muir (1911–1996), US-amerikanische Schauspielerin
- John Muir (Indologe) (1810–1882), englischer Indologe
- John Muir (1838–1914), schottisch-US-amerikanischer Naturphilosoph
- John Muir (Pflanzensammler) (1874–1947), schottischen Arzt und Pflanzensammler
- John Muir (Fußballspieler), schottischer Fußballspieler
- Karen Muir (1952–2013), südafrikanische Schwimmerin
- Kenneth Arthur Muir (1907–1996), britischer Shakespeare-Gelehrter und Hochschullehrer
- Kirsty Muir (* 2004), britische Freestyle-Skierin
- Laura Muir (* 1993), britische Leichtathletin
- Linda Muir, kanadische Kostümbildnerin
- Lindsay Muir (* 1957), britische Ballonsportlerin
- Marie Muir (1908–1998), englische Schriftstellerin
- Mike Muir (* 1963), US-amerikanischer Sänger
- Peter Muir (* 1957), kanadischer Bergsteiger und Sportfunktionär
- Robert Muir (1864–1959), schottischer Pathologe
- Robert Muir (Politiker) (1919–2011), kanadischer Politiker
- Ross Muir (* 1995), schottischer Snookerspieler
- Sophie Muir (* 1983), australische Inline-Speedskaterin und Eisschnellläuferin
- Tamsyn Muir (* 1985), neuseeländische Fantasy-, Science-Fiction- und Horrorautorin
- Thomas Muir of Huntershill (1765–1799), schottischer Politiker
- Thomas Muir (Mathematiker) (1844–1934), britischer Mathematiker
- Thomas Muir (Schriftsteller), britischer Journalist und Schriftsteller
- Thomas Muir (Eishockeyspieler) (* 1986), britischer Eishockeyspieler
- Willa Muir (1890–1970), schottische Schriftstellerin und Übersetzerin
- William Muir (1819–1905), britischer Kolonialpolitiker, Orientalist, Missionswissenschaftler, Islamwissenschaftler